# 泰坦冰原島峰
72°9′S 68°43′W / 72.150°S 68.717°W
泰坦冰原島峰（英語：Titan Nunatak）是南極洲的冰原島峰，位於亞歷山大一世島東南端，處於科爾冰原島峰和忒堤斯冰原島峰之間，海拔高度約460米，以土衛六命名。